# Bernhard Jestaedt
Bernhard Jestaedt (* 30. Oktober 1939 in Münster) ist ein deutscher Jurist, der von 1986 bis zu seinem Eintritt in den Ruhestand 2004 als Richter am Bundesgerichtshof wirkte.

## Leben
Nach Abschluss seines Rechtswissenschafts-Studiums und anschließender Promotion zum Dr. iur. trat Jestaedt in den Justizdienst des Landes Hessen ein. 1971 wurde er zum Richter auf Lebenszeit ernannt und war in dieser Funktion zunächst Richter am Landgericht Fulda. 1975 erfolgte die Ernennung Jestaedts zum Richter am Oberlandesgericht Frankfurt am Main.
1986 wurde Jestaedt zum Richter am Bundesgerichtshof gewählt. Das Präsidium des Gerichts wies ihn dem X. Zivilsenat zu, dem er – seit 1993 auch als stellvertretender Vorsitzender – während seiner gesamten Zugehörigkeit zum Bundesgerichtshof angehörte. Seit 1989 war Jestaedt zudem auch Mitglied im Senat für Patentanwaltssachen. Seit 1995 bekleidete er auch hier das Amt des stellvertretenden Vorsitzenden.
Jestaedt lehrte ab 2001 als Honorarprofessor an der Justus-Liebig-Universität Gießen.